# Stephen Geoffreys
Stephen Geoffrey Miller (* 22. November 1964 in Cincinnati, Ohio), bekannt als Stephen Geoffreys, ist ein US-amerikanischer Schauspieler. Bekannt wurde er durch einige Rollen in Teeniefilmen der 1980er Jahre, insbesondere als Evil Ed im Film Die rabenschwarze Nacht – Fright Night (1985). Er spielte außerdem in Die Himmelsstürmer (1985), American Eiskrem (1985), Auf kurze Distanz (1986) und 976-EVIL – Durchwahl zur Hölle (1988) mit. 

## Leben
Stephen Geoffrey Miller wuchs in Cincinnati, Ohio auf. Seine Schauspielkarriere begann zunächst am Theater. 1984 wurde er für einen Tony Award als Hauptdarsteller in einem Musical zu Die menschliche Komödie nominiert. Für die gleiche Rolle erhielt er den Theatre World Award.
Geoffreys trat in Horror- und Teeniefilmen wie Die Himmelsstürmer (1985), American Eiskrem (1985), Auf kurze Distanz (1986) und 976-EVIL – Durchwahl zur Hölle (1988) auf, bei letzterem führte Robert Englund Regie. Im Drama Auf kurze Distanz hatte er eine Nebenrolle. Seine bekannteste Rolle ist die des Evil Ed in der Horrorkomödie Die rabenschwarze Nacht – Fright Night mit Roddy McDowall, William Ragsdale und Chris Sarandon. Ihm wurde auch eine Rolle in der Fortsetzung Mein Nachbar, der Vampir angeboten, die er jedoch zugunsten von 976-EVIL absagte.
In den 1990ern trat er unter dem Pseudonym Sam Ritter in schwulen Pornofilmen auf.
Nach einer fast neunjährigen Abstinenz von der Mainstreamfilmindustrie kehrte er mit dem Independent-Film Sick Girl, in dem er die Rolle des Mr. Putski übernahm, zurück. Es folgten die Horrorfilme Do Not Disturb und Emerging Past, letztere zusammen mit Brooke McCarter, die auch in The Lost Boys mitspielte.

## Filmografie
- 1985: Die Himmelsstürmer (Heaven Help Us)
- 1985: American Eiskrem (Fraternity Vacation)
- 1985: Die rabenschwarze Nacht – Fright Night (Fright Night)
- 1985: The Twilight Zone (Fernsehserie, Folge „The Elevator“)
- 1986: Auf kurze Distanz (At Close Range)
- 1987: Unglaubliche Geschichten (Amazing Stories) (Fernsehserie, Folge: „Moving Day“)
- 1988: The Chair
- 1988: 976-EVIL – Durchwahl zur Hölle (976-EVIL)
- 1990: Moon 44
- 1991: Wild Blade
- 1998: Famous Again
- 2007: Sick Girl
- 2010: New Terminal Hotel
- 2010: Mr. Hush
- 2011: The Diary of Randy Rose
- 2011: Emerging Past
- 2011: Bite Marks
- 2013: Do Not Disturb – Pray for Death (Do Not Disturb)
- 2014: Lazarus: Apocalypse
- 2017: Check Point

## Preise

### Theater

#### Tony Award
- 1984 The Human Comedy – Nominierung

#### Theatre World Award
- 1984 The Human Comedy – Sieger